# 片山神社 (吹田市)
片山神社（かたやまじんじゃ）は、大阪府吹田市にある神社。正式名は「素盞嗚尊神社」。

## 祭神
- 主祭神 - 素盞烏尊
- 相殿神 - 天照皇大御神、住吉大神

## 歴史
創建年は不詳であるが、平安時代にこの地で焼き物に携わっていた住民が、陶芸の祖神である素盞烏尊を祀ったのが当社の始まりと思われる。
当社は天正年間（1573年 - 1592年）に兵火にあって全焼し、1914年（大正3年）にも火災で焼失している。そのため、古文書等が失われて存在していないので、建立ならび由緒等については不明である。
衞藤恭宮司は日本会議大阪運営委員長と神道政治連盟大阪府本部長を務めている。また片山公園と隣接している。

## 境内
- 本殿 - 1984年（昭和59年）再建。
- 拝殿 - 1984年（昭和59年）再建。
- 社務所

### 摂・末社
- 豊川稲荷社
- 十二支稲荷大明神 - 十二支それぞれに一つずつ社が備わっている。
- 愛宕社
- 神産巣日神社

## 祭事
- 秋祭り 10月19日（宵宮）・20日（本宮）

## 交通アクセス
- JR東海道本線（JR京都線） 吹田駅より徒歩7分
- 阪急千里線 吹田駅より徒歩9分